# Matrimonio igualitario en Michoacán
El matrimonio entre personas del mismo sexo es legal en Michoacán desde el 23 de junio de 2016. El 18 de mayo de 2016, el Congreso de Michoacán aprobó un proyecto de ley para legalizar el matrimonio entre personas del mismo sexo por 27 votos a favor, ninguno en contra y 8 abstenciones. La ley se publicó en el periódico oficial del estado el 22 de junio y entró en vigor al día siguiente. Anteriormente, el Congreso se había negado a modificar el Código Familiar para legalizar el matrimonio entre personas del mismo sexo, a pesar de un fallo de un juez estatal que así lo exigía.
Michoacán también ofrece parejas de hecho a parejas del mismo sexo y del sexo opuesto. En septiembre de 2015, el Congreso aprobó una ley en este sentido. 

## Uniones civiles
En noviembre de 2006 se anunció que se presentarían formalmente al Congreso de Michoacán varias iniciativas de ley de unión civil. En 2007 se presentó una iniciativa de ley, pero se estancó y no se votó. Después de que se aprobara el matrimonio entre personas del mismo sexo en la Ciudad de México en 2010, el Partido de la Revolución Democrática (PRD) anunció que propondría iniciativas de ley para el matrimonio y la adopción entre personas del mismo sexo, junto con una «ley de sociedad de convivencia» para legalizar las uniones civiles entre personas del mismo sexo. En marzo de 2010, el «Grupo de Facto Diversidad Sexual en Michoacán» presentó una iniciativa de ley que proponía tanto el matrimonio como la convivencia, pero no mencionaba los derechos de adopción.  Al igual que con las propuestas anteriores, se estancó.
El 27 de agosto de 2015, el Comité de Justicia y Derechos Humanos aprobó un nuevo texto del Código Familiar que mantenía la definición heterosexual de matrimonio pero promulgaba sociedades de convivencia para parejas del mismo sexo. Fue aprobado por unanimidad por el Congreso en una votación de 34 a 0 el 7 de septiembre de 2015. La ley fue publicada el 30 de septiembre de 2015 en el periódico oficial del estado. Al mes siguiente, la Comisión Estatal de Derechos Humanos presentó una acción de inconstitucionalidad (expediente 107/2015) ante la Corte Suprema de Justicia de México. La comisión argumentó que proporcionar únicamente uniones a parejas del mismo sexo y matrimonio a parejas de sexos opuestos era discriminatorio y violaba los artículos 1 y 4 de la Constitución de México. La demanda quedó sin sentido como resultado de la legalización estatal del matrimonio entre personas del mismo sexo en mayo de 2016. El tribunal votó por unanimidad a favor de desestimar la impugnación el 18 de junio de 2018 por este motivo.
Anteriormente, las sociedades de convivencia solo estaban disponibles para parejas del mismo sexo. Desde el 23 de junio de 2016, las parejas heterosexuales también pueden formar parejas de hecho.

## Matrimonio del mismo sexo

### Trasfondo
Después de 4 años de proceso legal, un tribunal federal dictaminó el 5 de marzo de 2014 que el estado había discriminado injustamente a una pareja de lesbianas, Alejandra Banderas Rosales y Claudia Brizeiry López Ramos, al impedirles contraer matrimonio. El tribunal ordenó al registro civil local que celebrara el matrimonio. La pareja se casó en Morelia el 12 de marzo de 2014, lo que las convirtió en la primera pareja del mismo sexo en casarse en Michoacán.
El 6 de mayo de 2014 se anunció que una segunda pareja de lesbianas, Elizabeth Cervantes Guerrero y Cecilia González Villanueva, habían obtenido un amparo y siete casos más estaban pendientes. La pareja se casó el 16 de mayo y posteriormente, el 15 de agosto de 2014, solicitó el registro del nacimiento de sus hijos gemelos, que también había sido aprobado mediante un recurso de amparo. Fue el primer registro en el estado de un niño nacido de una pareja del mismo sexo. Gerardo Herrera Pérez, presidente del «Grupo de Facto Diversidad Sexual en Michoacán», anunció que habían recabado cien firmas para un amparo colectivo en septiembre de 2014 y el inicio de la primera adopción en el estado por parte de una pareja que se había casado en la Ciudad de México.
El 20 de junio de 2015 se anunció que una tercera pareja de lesbianas había obtenido un amparo para contraer matrimonio. El 29 de junio de 2015, un portavoz del registro civil dijo que habían formalizado seis uniones entre personas del mismo sexo el año anterior.  El 10 de julio de 2015, un juez del Juzgado Séptimo de Distrito ordenó al Estado dar cabida al amparo de una pareja lésbica. El fallo dio al gobernador de Michoacán y al presidente del Congreso hasta el 15 de julio de 2015 para hacer los arreglos y revisar las leyes relativas al matrimonio, o enfrentarse a sanciones. El abogado que encabezó el amparo dijo a los medios que los dirigentes estatales serían declarados responsables por no derogar las partes discriminatorias del Código Familiar de conformidad con la orden del juez.  El 13 de julio se anunció que el Congreso acataría el fallo del juez. Interrogado por los medios de comunicación el 14 de julio, el gobernador Salvador Jara Guerrero declaró que los cambios se aplicarían el 15 de julio y fue citado diciendo «¡Por supuesto!» a la eliminación de la definición heterosexual de matrimonio en el código estatal. El 31 de julio de 2015 se anunció que se habían otorgado 19 amparos adicionales para contraer nupcias a parejas del mismo sexo en Michoacán. Al hacer el anuncio, las diputadas Talía Vázquez Alatorre y Cristina Portillo Ayala lamentaron que el Congreso aún no hubiera tomado medidas, pero esperaban que estos nuevos amparos enfatizaran la necesidad de aprobar las reformas al Código Familiar.

### Acción legislativa
Anteriormente, el Código Familiar prohibía casarse a parejas del mismo sexo. El artículo 123 (ahora conocido como artículo 127) definía el matrimonio como la «unión de un hombre y una mujer», y el artículo 125 (ahora derogado) describía el matrimonio como una institución cuyo objetivo era «perpetuar la especie». Numerosos jueces estatales y federales habían declarado estos dos artículos inconstitucionales y discriminatorios y concedieron a las parejas del mismo sexo el derecho a contraer matrimonio. La Suprema Corte de Justicia de la Nación dictaminó el 12 de junio de 2015 que las prohibiciones del matrimonio entre personas del mismo sexo son inconstitucionales en todo el país en virtud del artículo 4 de la Constitución Política de México, que dice: «El hombre y la mujer son iguales ante la ley. La ley protegerá la organización y el desarrollo de la familia».
El 18 de mayo de 2016, el Congreso de Michoacán aprobó una iniciativa de ley sobre matrimonio entre personas del mismo sexo por 27 votos contra 0 y 8 abstenciones. Esto se había producido tras intentos anteriores de aprobar una ley de sociedades de convivencia en lugar de una ley de matrimonio entre personas del mismo sexo, que era lo que exigía un fallo judicial en julio de 2015. La ley fue publicada en el periódico oficial del estado el 22 de junio de 2016, tras la firma del gobernador Silvano Aureoles Conejo, y entró en vigor el 23 de junio. Garantiza que las parejas casadas del mismo sexo disfruten de los mismos derechos, beneficios y responsabilidades que las parejas casadas del sexo opuesto, incluidos beneficios fiscales, derechos de inmigración, derechos de propiedad, herencia, derechos de adopción, etc.
El artículo 127 del Código Familiar ahora reza así:
«El matrimonio es la unión legítima de dos personas para realizar una comunidad de vida permanente, en la que se procuren respeto, igualdad y ayuda mutua.»

### Estadísticas
La siguiente tabla muestra el número de matrimonios entre personas del mismo sexo realizados en Michoacán desde su legalización en 2016 según lo reportado por el Instituto Nacional de Estadística y Geografía. Las cifras de 2020 son inferiores a las de años anteriores debido a las restricciones impuestas por la pandemia de COVID-19. El registro civil de Michoacán estimó que al cierre de 2020 se habían celebrado 598 matrimonios entre personas del mismo sexo en Michoacán.
| Año  | Mismo sexo | Mismo sexo | Mismo sexo | sexo opuesto | Total  | % personas del mismo sexo |
| Año  | Femenino   | Masculino  | Total      | sexo opuesto | Total  | % personas del mismo sexo |
| ---- | ---------- | ---------- | ---------- | ------------ | ------ | ------------------------- |
| 2016 | 34         | 21         | 55         | 22 648       | 22 703 | 0.24 %                    |
| 2017 | 62         | 39         | 101        | 22 516       | 22 617 | 0.45 %                    |
| 2018 | 86         | 50         | 136        | 20 499       | 20 635 | 0.66 %                    |
| 2019 | 108        | 70         | 178        | 20 966       | 21 144 | 0.84 %                    |
| 2020 | 30         | 24         | 54         | 10 831       | 10 885 | 0.50 %                    |
| 2021 | 110        | 47         | 157        | 18 525       | 18 682 | 0.84 %                    |

Entre junio de 2016 y mayo de 2017 se llevaron a cabo 86 matrimonios entre personas del mismo sexo en el estado. La mayoría de estos matrimonios se realizaron en Morelia, capital del estado, seguida de Uruapan, Zamora, Apatzingán, La Piedad, Lázaro Cárdenas, Pátzcuaro y Puruándiro.  El registro civil comenzó a capacitar a sus empleados para que se dieran cuenta de que el matrimonio entre personas del mismo sexo es legal en Michoacán ya que, según algunos informes, varias parejas del mismo sexo fueron rechazadas al solicitar licencias matrimoniales.
El primer matrimonio homosexual de una pareja purépecha del mismo sexo se realizó en Ihuatzio el 12 de febrero de 2022. No hubo objeción vocal por parte de los habitantes de la comunidad, y la pareja dijo que «estaban orgullosos de [su] gente, porque al estar en una comunidad pequeña y tener familias numerosas, donde todos nos conocemos, no hubo, gracias a Dios, una respuesta negativa».

## Opinión pública
Una encuesta de opinión de 2017 realizada por el Gabinete de Comunicación Estratégica encontró que el 48 % de los residentes de Michoacán apoyaban el matrimonio entre personas del mismo sexo, mientras que el 49 % se oponía.
Según una encuesta de 2018 del Instituto Nacional de Estadística y Geografía, el 46 % del público michoacano se oponía al matrimonio entre personas del mismo sexo.